# Robert Prévost (historien)
Pour les articles homonymes, voir Robert Prévost et Prévost.
Robert Prévost (1918-2007) est un journaliste, un historien, et un écrivain québécois.

## Biographie

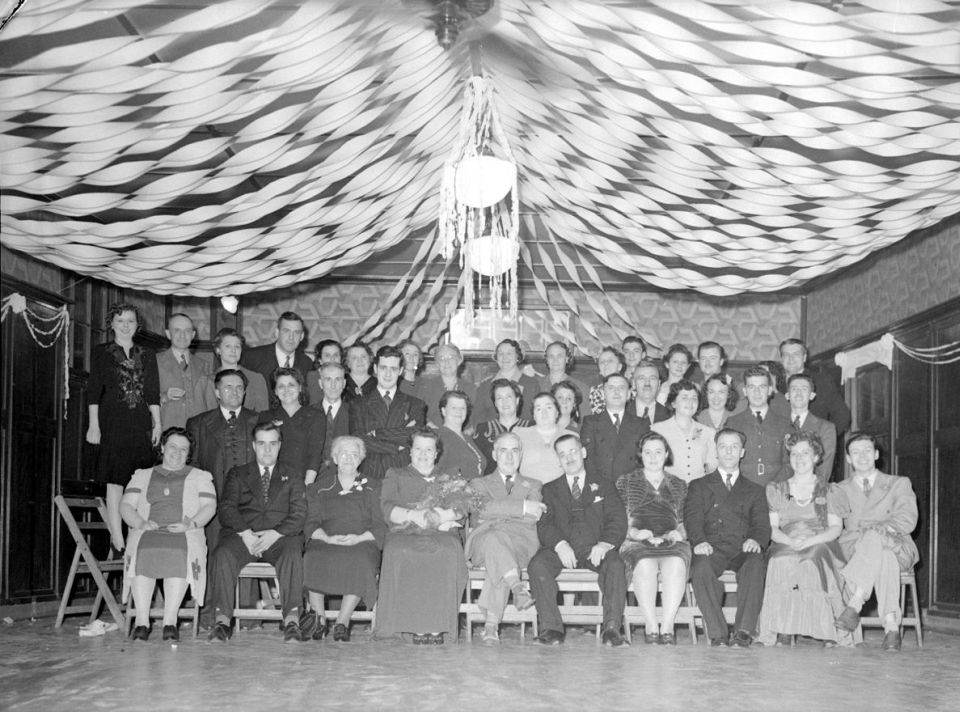
Les employés du « Petit Journal » réunis autour de Robert Prévost. 19 septembre 1942

Robert Prévost a vécu trois carrières en une : journaliste, haut fonctionnaire et historien. Ses activités préférées, sur plus de soixante ans, s'avèrent la recherche historique et, par l'écriture surtout, la vulgarisation des faits, pour stimuler notamment la fierté des Québécois à l'égard de leurs origines.
Journaliste et chroniqueur, à Montréal, du Petit Journal et de La Presse durant 17 ans, puis fonctionnaire pendant 32 ans, notamment en France, Robert Prévost a consacré sa vie à la promotion du Québec. Directeur de l'Office provincial de publicité, devenu plus tard l'Office du tourisme du Québec, puis sous-ministre adjoint au ministère du tourisme, de la chasse et de la pêche, Robert Prévost a beaucoup contribué à l'essor du tourisme québécois à l'étranger, notamment en France où, ancien commissaire général au tourisme du Québec à Paris, il reçut l'insigne de Chevalier des Arts et des lettres pour sa contribution à l'approfondissement des relations entre le Québec et la France sur le plan culturel et humain.

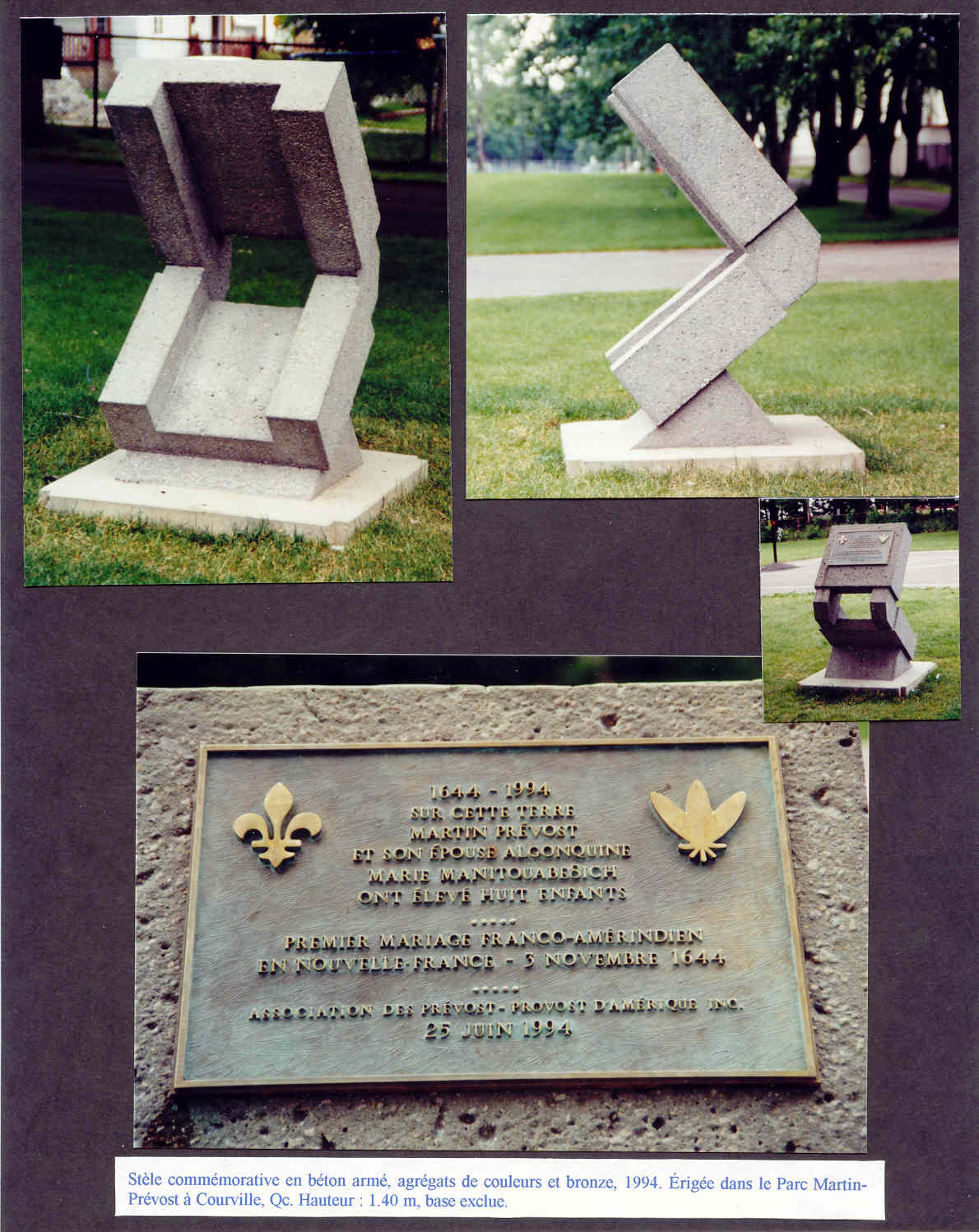
À Beauport, stèle commémorative de l'Association des Prévost-Provost d'Amérique.

Il participe dès 1990 à la fondation de l’Association des Prévost-Provost d’Amérique avec laquelle il œuvre pour l’érection d’une stèle à la mémoire d'un couple pionnier de la Nouvelle-France, Martin Prévost et son épouse Amérindienne, Marie Manitouabe8itch, une Algonquienne éduquée par les Ursulines de Québec. Cette stèle, une structure en béton armé et agrégats de couleurs, en porte-à-faux et portant une plaque de bronze, est créée et réalisée par son fils Alain, sculpteur et inaugurée en juin 1994, sur la terre qu'habitait ce couple, où l’on retrouve aujourd’hui le parc Martin-Prévost, non loin de l’église de Courville (dans le quartier des Chutes-Montmorency).
Le nom Manitouabe8itch comporte la lettre 8 à la place de la lettre w pour la raison qu'à l'époque où un prêtre jésuite entreprit de rédiger un dictionnaire algonquien/français, la lettre w n'éxistait pas encore dans la langue française. Le phonème qui s'en rapprochait le plus, à l'époque, était évoqué par la prononciation du chiffre 8...
Objet de vandalisme, la stèle fut déménagée quelques années plus tard plus près de la rue Larue, dans un lieu mieux éclairé le soir.
Dans son avant-dernier ouvrage, Mon tour de jardin, rédigé en 2000-2001, il ne mentionne pas que le créateur et artisan de la stèle est son propre fils.
Longtemps résident de la région de Montréal, Robert Prévost choisit de vivre sa retraite, depuis l'âge de 80 ans, en 1998, dans l'environnement de son ancêtre patronymique, Martin Prévost, à Beauport, où il meurt à 89 ans en 2007.
Il est le frère cadet d'Arthur Prévost (1910-2004), journaliste (1936-1969) et intervenant comme improvisateur audacieux et imperturbable, à l'émission télévisée Les insolences d'une caméra.

## Fonds Robert-Prévost
Robert Prévost a réparti le legs de ses archives, par contenu, entre quelques organismes ayant mission de les conserver et de les rendre accessibles au public.
Société généalogique canadienne-française, de Montréal
Le fonds Robert-Prévost (P18), conservé, depuis sa création en mai 1997, par la Société généalogique canadienne-française, contient une collection de documents photographiques (parmi 0,06 mètre de documents originaux), et surtout des diapositives (9739 diapositives 35 mm) des voyages du donateur, classées par ordre numérique, identifiées à la thématique indiquée dans l'inventaire sommaire. Elles ont été prises en France, au Québec et aux États-Unis, entre 1980 et 2000. Une liste des conférences-diaporamas que leur auteur a réalisées est insérée dans la seconde partie de l'inventaire.
Centre d'archives de Montréal, à Montréal
Le fonds d'archives du journaliste et fonctionnaire Robert Prévost est conservé au centre d'archives de Montréal de Bibliothèque et Archives nationales du Québec.
Ce fonds couvre la période 1748-1992 et renferme 1,71 mètre de documents textuels et photographiques auxquels s'ajoutent 109 documents sonores (disques de 16 pouces). Ces archives reflètent l'intérêt soutenu de Robert Prévost pour la vulgarisation et la recherche en histoire de l'Amérique française. S'ajoute, entre autres, la série Sciences et aventures (revue ayant pour but de vulgariser les plus récents progrès de la science et de la technologie) dont le poste de radio CKAC de Montréal a accepté de diffuser plusieurs émissions. La série Films 1958-1969, du fonds illustre, notamment, le demi-siècle de représentation du comté de Deux-Montagnes par Arthur et son fils Paul Sauvé; dans la série Photographies 1940-1990 se trouve, parmi d'autres, l'homme politique et généalogiste acadien-québécois Bona Arsenault.

## Œuvres
- La France des Québécois, Éditions internationales Alain Stanké, Recherches en France, Montréal, 1980, 310 p., 428 illustrations  (ISBN 2-7604-0084-0)
  - La France des Québécois - Pages perdues et retrouvées, Éditions internationales Alain Stanké, Recherches en France, Montréal, 1998, 263 p., 215 illustrations  (ISBN 2-7604-0617-2)
- Il y a toujours une première fois, Éditions internationales Alain Stanké, Éphémérides, Montréal, 1984, 390 p., 557 illustrations  (ISBN 2-7604-0216-9)
- Les Douglas de Montréal, extrait de la revue Le Bugey, Belley (Ain, France), 1984, 30 p., 3 illustrations
- Québécoises d'hier et d'aujourd'hui, Éditions internationales Alain Stanké, Biographies, Montréal, 1985, 239 p., 9 illustrations  (ISBN 2-7604-0261-4)
  - Figures de proue - Évocation de 700 femmes dépareillées, Éditions internationales Alain Stanké, Monographie, Montréal, 2000, 477 p., 85 illustrations  (ISBN 2-7604-0765-9)
- Bacchus sur nos bords, extrait de L'histoire de l'alcool au Québec, Éditions internationales Alain Stanké, pour La Société des alcools du Québec, Montréal, 1986, 58 p., 51 illustrations  (ISBN 2-7604-0287-8)
- Petit dictionnaire des citations québécoises, Éditions libre expression, Mots historiques et phrases plaisantes, Montréal, 1988, 262 p., 44 illustrations  (ISBN 2-8911-1342-X et 978-2-89111-342-7)
- Le Paris des Québécois, Éditions libre expression, collection Guide historico-touristique, Montréal, 1989, 187 p., 94 illustrations  (ISBN 2-8911-1372-1)
- 1690 : une année dans la vie de la famille LeMoyne, Société historique, Pointe-au-Pic, 1990, 8 p., 7 illustrations
- La France de l'Ouest des Québécois, Éditions libre expression, collection Guide historico-touristique, Montréal, 1990, 220 p., 161 illustrations  (ISBN 2-8911-1423-X)
- Les Montréal de France, Éditions libre expression, collection Guide historico-touristique, Montréal, 1991, 160 p., 126 illustrations  (ISBN 2-8911-1463-9)
- Témoin de nos commencements, Martin Prévost, 1611-1691, Éditions Archonte, Biographie, Montréal, 1991, 184 p., 101 illustrations  (ISBN 2-9802-5290-5)
- Montréal, la folle entreprise - chronique d'une ville, Éditions internationales Alain Stanké, Monographie, Montréal, 1991, 527 p., 153 illustrations  (ISBN 2-7604-0387-4)
  - (en) Montreal - A History (translation by: Elizabeth Mueller and Robert Chodos). McClelland & Stewart, Toronto, 1993, 416 p, 153 illustrations   (ISBN 0-7710-7034-9)
- Cent ans de transport en commun motorisé, Publications Proteau, Essai, Montréal, 1993, 315 p., 110 illustrations  (ISBN 2-9215-5236-1)
- Portraits de familles pionnières, Éditions libre expression, Généalogie, Montréal,
  - Tome 1, 1993, 300 p., 108 illustrations  (ISBN 2-8911-1567-8 et 978-2-89111-567-4)
  - Tome 2, 1994, 345 p., 111 illustrations  (ISBN 2-8911-1604-6)
  - Tome 3, 1995, 368 p., 107 illustrations  (ISBN 2-8911-1635-6)
  - Tome 4, 1996, 334 p., 106 illustrations  (ISBN 2-8911-1664-X et 978-2-89111-664-0)
  - Tome 5, 1997, 295 p., 96 illustrations  (ISBN 2-8911-1713-1 et 978-2-89111-713-5)
- La France des Acadiens, Les éditions d'Acadie, Moncton, Guide historico-touristique, 1994, 265 p., 132 illustrations  (ISBN 2-7600-0260-8)
- Trois siècles de tourisme au Québec, Les éditions du Septentrion, Qiébec, 2000, 366 p., ill.  (ISBN 2-8944-8151-9 et 978-2-89448-151-6)
- Mon tour de jardin, Les éditions du Septentrion, Autobiographie, Qiébec, 2002, 238 p., ill., index  (ISBN 978-2-89448-312-1)
- Mémorial de Canadiens français aux USA, Les éditions du Septentrion, Qiébec, 2003, 300 p., ill.  (ISBN 978-2-89448-352-7)

## Honneurs
- 1980 : Grand Prix Littéraire du Tourisme, de l'Association française des journalistes et écrivains du tourisme
- 1992 : Prix Percy-W.-Foy, de la Société historique de Montréal
- 1992 : Chevalier des Arts et des lettres, de la République française, pour sa « contribution majeure en tant qu'historien à l'approfondissement des relations entre le Québec et la France sur le plan culturel mais aussi humain »
- 1996 : Prix Archange-Godbout, décerné par la Société généalogique canadienne-française
- 2000 : Sa photo grand format est apposée sur le Mur des célébrités, au Centre municipal Mgr Laval, à Beauport